# Північні мішані прерії
Північні мішані прерії (ідентифікатор WWF: NA0810) — неарктичний екорегіон помірних луків, саван і чагарників, розташований на півдні Центральної Канади та на півночі Середнього Заходу США.

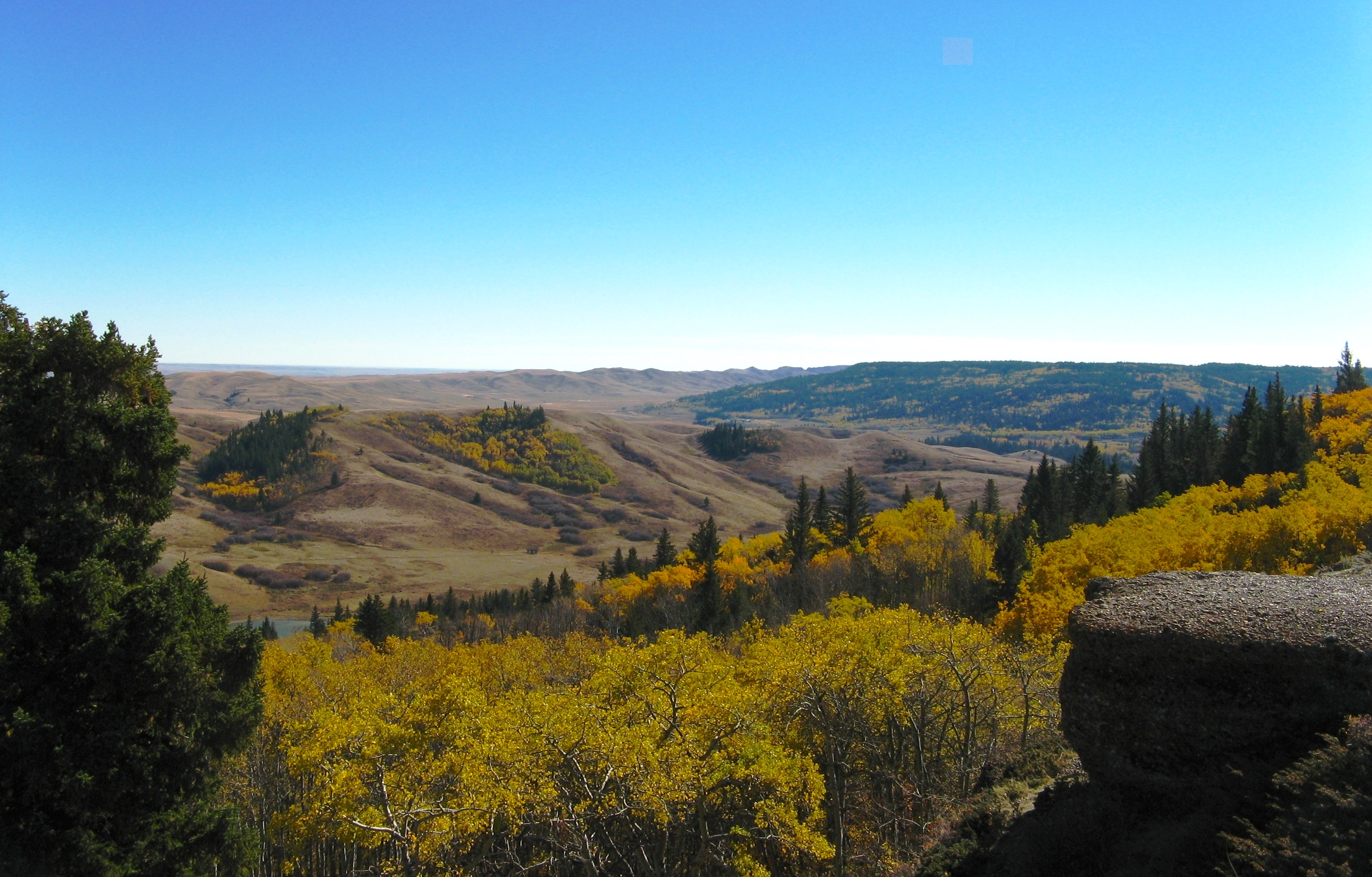
Ландшафт Кипарисових пагорбів

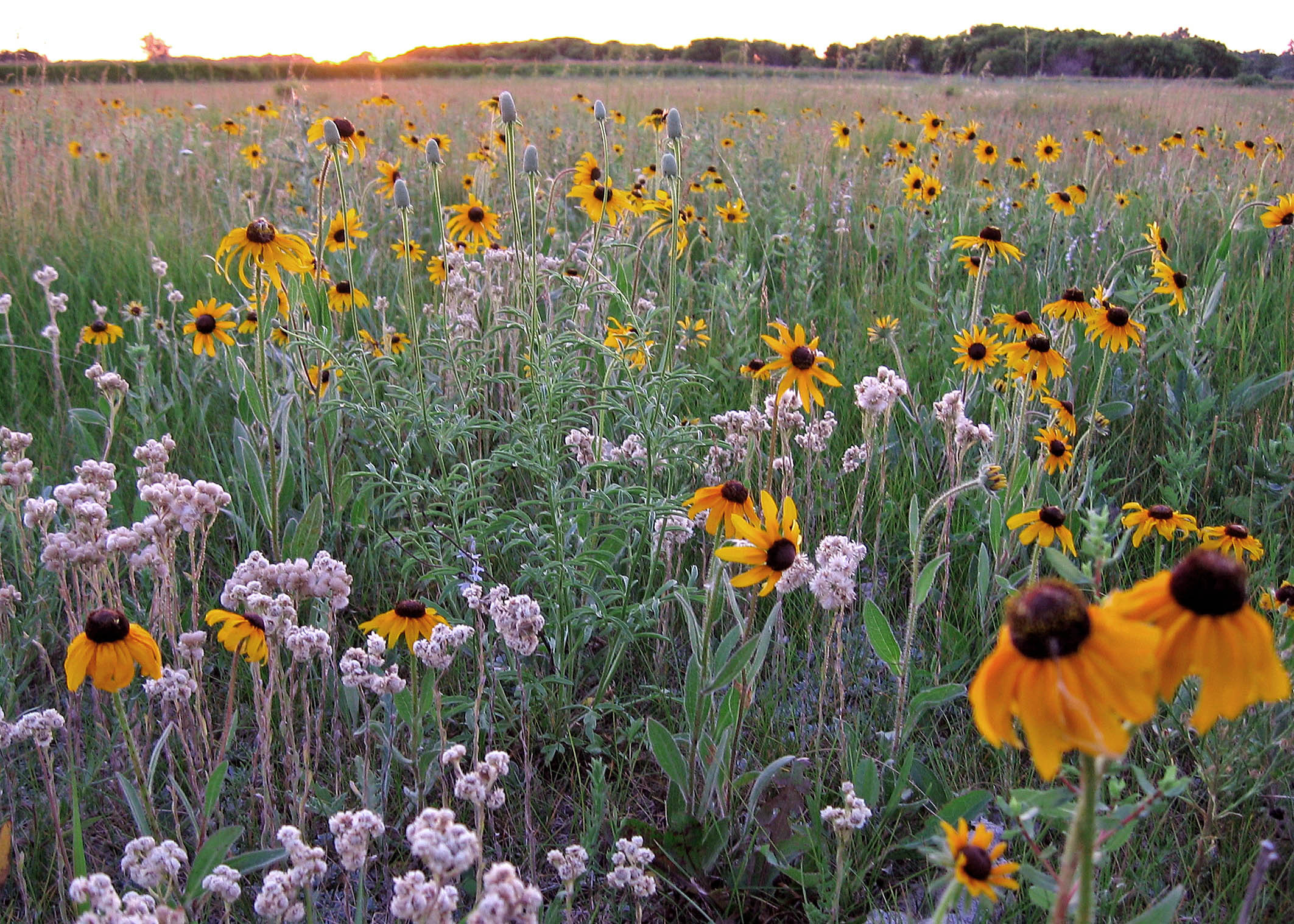
Квіти шорсткої рудбекії (Rudbeckia hirta) в прерії

## Географія
Екорегіон північних мішаних прерій простягається вздовж північного краю Великих рівнин, через територію провінцій Альберта і Саскачеван та через південно-західний кут Манітоби в Канаді, а також через північ і схід Північної Дакоти, через схід Південної Дакоти та через північний схід Небраски в США. Крім того, він включає ізольовані Кипарисові пагорби, що лежать на кордоні Альберти та Саскачевану та підіймаються на 1468 м над рівнем моря. Середня висота екорегіону становить 580 м над рівнем моря.
Рельєф регіону представлений широкими горбистими рівнинами Міссурійського плато, які є частиною поясу Внутрішніх низовин, що простягаються з півночі на південь через центральну частину Північної Америки. В часи останнього льодовикового періоду територія екорегіону була вкрита льодовиковим щитом, який залишив тут численні озера, такі як озеро Ласт-Маунтін, та льодовикові форми рельєфу. На крайньому південному сході регіону лежить Прерієве плато або Кото-де-Прері, сформоване товстим шаром льодовикових відкладів. Західна частина екорегіону переважно лежить в басейні Саскачевану, а східна — в басейнах Ассінібойну та Північної Червоної річки.
На північ від екорегіону простягаються осикові ліси та лісостепи Канади, які є перехідною зоною між преріями, поширеними південніше, та тайгою, поширеною північніше. На заході екорегіон переходить у луки долин та передгір'їв Монтани, на сході — у північні високотравні прерії та центральні високотравні прерії, а на півдні — у північні низькотравні прерії.

## Клімат
На більшій частині екорегіону переважає вологий континентальний клімат (Dfb або Dfa за класифікацією кліматів Кеппена), який характеризується теплим літом та холодною зимою. Середньорічна температура в канадській частині регіону становить 3 °C, середня літня температура — 15,5 °C, а середня зимова температура — -10 °C. Середньорічна кількість опадів коливається від 325 до 450 мм.

## Флора
Основними рослинними угрупованнями екорегіону є мішані прерії, які за тривалістю вегетаційного періоду, структурою рослинності та кількістю опадів посідають перехідне положення між більш вологими високотравними преріями, поширеними східніше, та більш сухими низькотравними преріями, поширеними південніше та західніше. Серед трав, що домінують у мішаних преріях регіону, слід відзначити блакитну граму (Bouteloua gracilis), мітлистий бородачник (Schizachyrium scoparium), голко-ниткову ковилу (Hesperostipa comata), західний пирійник (Pascopyrum smithii), вузьколисту осоку (Carex filifolia), великоцвітий кипець (Koeleria macrantha) та однобокий тонконіг (Poa secunda). Важливими факторами, які раніше підтримували існування прерій, були пожежі, посухи та випас великих травоїдних тварин, причому пожежі відігравали менш помітну роль, ніж в екорегіонах високотравних прерій.
В Канаді, на півночі екорегіону, зустрічаються гаї американських осик (Populus tremuloides) та великоплодих дубів (Quercus macrocarpa), високі чагарникоові зарості та типчакові луки, на яких домінують різні види костриці (Festuca spp.). Як правило, осикові гаї та чагарники зустрічаються у більш вологих місцевостях, тоді як дубові гаї та луки — на сухих ділянках. У Дакоті, на південному сході екорегіону, переважають мішані прерії. На місцевих солончаках зустрічаються різні види покісниці (Puccinellia spp.) та содника (Suaeda spp.), дикий ячмінь (Hordeum spontaneum) та червоний солонець (Salicornia rubra). На ізольованих Кипарисових пагорбах, які в часи останнього льодовикового періоду уникли зледеніння, на висоті до 1000 м над рівнем моря переважають мішані прерії, а на більшій висоті та на північних схилах — мішані ліси, основу яких складають американські осики (Populus tremuloides), скручені сосни (Pinus contorta) та сизі ялини (Picea glauca). Серед кущів та трав'янистих рослин, що зустрічаються на Кипарисових пагорбах, слід відзначити сон (Pulsatilla spp.), прерієвий гребінник (Geum triflorum), сріблястий люпин (Lupinus argenteus), круглолисті дзвоники (Campanula rotundifolia), прерієву шипшину (Rosa arkansana), а також чотирнадцять видів орхідей, зокрема бульбисту каліпсу (Calypso bulbosa) та смугастий коральківець (Corallorhiza striata). Цар-зілля (Delphinium spp.), люпин (Lupinus spp.) та струнка антіклея (Anticlea elegans) зростають тут і ніде більше в преріях. 

## Фауна
Серед поширених в екорегіоні ссавців слід відзначити білохвостого оленя (Odocoileus virginianus), чорнохвостого оленя (Odocoileus hemionus), вилорога (Antilocapra americana), койота (Canis latrans), звичайну лисицю (Vulpes vulpes), довгохвосту ласицю (Neogale frenata), смугастого скунса (Mephitis mephitis), звичайного ракуна (Procyon lotor), американського борсука (Taxidea taxus), білохвостого зайця (Lepus townsendii) та прерієву мідицю (Sorex haydeni). На берегах річок та озер поширені канадські бобри (Castor canadensis), канадські видри (Lontra canadensis), річкові візони (Neogale vison) та болотяні ондатри (Ondatra zibethicus). 
Серед гризунів, що зустрічаються у преріях та лісах екорегіону, слід відзначити тринадцятисмугого ховраха (Ictidomys tridecemlineatus), ховраха Франкліна (Poliocitellus franklinii), ховраха Річардсона (Urocitellus richardsonii), північного гоферчика (Thomomys talpoides), прерієву полівку (Microtus ochrogaster), полинову строкатку (Lemmiscus curtatus), оливковоспинну торбомишу (Perognathus fasciatus), західну заподу (Zapus princeps), білочереву коникоїдку (Onychomys leucogaster) та канадського голкошерста (Erethizon dorsatum). 
Колись по преріям регіону блукали стада рівнинних бізонів (Bison bison bison) та манітобських вапіті (Cervus canadensis manitobensis), на яких полювали рівнинні вовки (Canis lupus nubilus). Ці види були винищені на більшій частину регіону, однак за останні десятиліття бізони та вапіті почали поступово повертатися в регіон, а вовки іноді заходять на територію екорегіону з півночі та сходу.
Серед поширених в екорегіоні птахів слід відзначити гострохвостого тетерука (Centrocercus urophasianus), манітобського тетерука (Tympanuchus phasianellus), лучного тетерука (Tympanuchus cupido), великого індика (Meleagris gallopavo), американського орябка (Bonasa umbellus), північну зенаїду (Zenaida macroura), американського боривітра (Falco sparverius), прерієвого канюка (Buteo swainsoni), прерієвого сокола (Falco mexicanus), американського сича (Athene cunicularia), рубіновогорлого колібрі (Archilochus colubris), жовтоногого пісочника (Charadrius melodus), канадську сороку (Pica hudsonia), світлобрового віреона (Vireo gilvus), жовтогузого пісняра-лісовика (Setophaga coronata), західного тирана (Tyrannus verticalis), прерієвого щеврика (Anthus spragueii), рогатого жайворонка (Eremophila alpestris), корибіга (Calamospiza melanocorys), лучного багновця (Ammospiza leconteii), прерієвого багновця (Ammodramus savannarum), польову вівсянку (Pooecetes gramineus), саванову вівсянку (Passerculus sandwichensis), західного шпаркоса (Sturnella neglecta), чорногрудого подорожника (Calcarius ornatus) та прерієвого подорожника (Rhynchophanes mccownii).
Численні льодовикові озера регіону роблять його найпродуктивнішим місцем гніздування водоплавних птахів у США. Тут зустрічаються чорнодзьобі лебеді (Cygnus columbianus), ставкові мартини (Leucophaeus pipixcan), рогодзьобі пелікани (Pelecanus erythrorynchos) та червоношиї пірникози (Podiceps auritus). Серед плазунів, що зустрічаються в екорегіоні, слід відзначити велику фриносому (Phrynosoma hernandesi), рівнинну підв'язкову змію (Thamnophis radix) та прерієвого гримучника (Crotalus viridis).

## Збереження
Територія екорегіону є однією з найбільш густонаселених в Канаді. Тут розташовані Реджайна та Саскатун, столиця та найбільше місто Саскачевану відповідно. Майже всі прерії регіону були знищені та перетворені на сільськогосподарські угіддя. До 80 % водно-болотних угідь також були втрачені або деградували.
Близько 2,9 % площі екорегіону є заповідними територіями. Природоохоронні території включають: Національну природну зону озера Ласт-Маунтін та Міжпровінційний парк Кипарисових пагорбів в Канаді, а також Національний природний заповідник імені Джона Кларка Сальєра, Національний заповідник річки Міссурі та Державний парк озер Оаквуд в США.